# Utricularia choristotheca
Utricularia choristotheca är en tätörtsväxtart som beskrevs av Peter Geoffrey Taylor. Utricularia choristotheca ingår i släktet bläddror, och familjen tätörtsväxter. Inga underarter finns listade i Catalogue of Life.